# All Faces Down
All Faces Down ist eine fünfköpfige Post-Hardcore-Band aus Wien.

## Geschichte
All Faces Down wurde im Januar 2010 gegründet, als die 5-Mann-Band ihre erste EP Close to the Distance bei ihrer ersten Show veröffentlichte. Die Musik besteht aus einer Mischung aus Emo, Hardcore und Metal (Post-Hardcore). Parallel zu Liveshows begann die Band an neuem Material für ihr Debütalbum zu arbeiten. Im Juni 2011 veröffentlichte die Band ihr erstes Musikvideo Stop to Fall. Im Juli 2011 erschien das Debütalbum Face the Truth.
Im März 2012 begab sich die Band zum ersten Mal auf eine längere Tour durch Russland und die Ukraine, um ihr neues Musikvideo Get Wasted zu promoten, in dem befreundete Bands wie More Than a Thousand, Upon This Dawning, Notimefor und From Dawn to Fall in Gastrollen vorkommen. Nach erfolgreicher Tour und der Veröffentlichung des Musikvideos begann die Band an neuem Material zu arbeiten.
Im Herbst 2012 unterschrieb All Faces Down einen Plattenvertrag bei Go With Me (Bullion Records) und veröffentlichte ihr Debütalbum Face the Truth in Japan.
Im Frühjahr 2014 verließen Georg und Roman Messner die Band. Sie wurden ersetzt durch Lukas Mantsch (Gesang) und Corey Ljubi (Gitarre).
September 2014 wurde das erste Musikvideo mit dem neuen Lineup für das Lied Moments präsentiert. Weiters folgten eine Piano-Version des Titels So it Begins. und ein Lyric Video für Letters
Im September 2016 wurde das neue Album mit dem Titel Forevermore für den 4. November angekündigt. Am 3. Oktober wurde das neue Musikvideo zu Sink or Swim präsentiert.

## Diskografie
- 2010: Close to the Distance (EP)
- 2011: Face the Truth (Album)
- 2016: Forevermore (Album)
- 2023: AWOL (Album)